# Brian Fitzalan, 1. Baron Fitzalan

Wappen des Brian Fitzalan, 1. Baron Fitzalan

Brian Fitzalan, 1. Baron Fitzalan (auch Brian Fitzalan of Bedale, auch Bryan; † 1. Juni 1306) war ein englischer Adliger und Guardian of Scotland. 
Er war der Sohn des Brian Fitzalan († um 1276), der zwischen 1227 und 1235 Sheriff von Northumberland und zwischen 1236 and 1239 als Sheriff von Yorkshire war. Dieser soll ein Enkel des Brian, jüngerer Sohn des Alain de Bretagne, 1. Earl of Richmond gewesen sein.
Er war ein englischer Ritter, war Gutsherr von Bedale in Yorkshire und besaß weitere Ländereien in Yorkshire und Lincolnshire. 
König Eduard I. berief ihn 1282 zum Krieg gegen die Waliser ein. Am 1. Mai 1285 erhielt er in Westminster die Erlaubnis des Königs für einen Zeitraum von zwei Jahren das Land nach „Übersee“ zu verlassen, um eine Wallfahrt zu unternehmen. Im Juni 1287 berief ihn Eduard I. zum Kriegsrat zu Edmund, 2. Earl of Cornwall nach Gloucester ein, mit dem er sodann den Aufstand des Rhys ap Maredudd in Wales niederschlug. 1290 bis 1292 war er königlicher Aufseher der Burgen Forfar, Dundee, Roxburgh und Jedburgh. Als 1290 die Thronfolge in Schottland ungeklärt war, baten die schottischen Adligen den englischen König, über die Ansprüche der Thronanwärter zu entscheiden. Dazu legten am 11. Juni 1291 die vier bisherigen Guardians of Scotland ihr Amt nieder. Waren sie bislang von den schottischen Adligen gewählt worden, wurden sie nun von Eduard I. neu ernannt, ergänzt um Brian Fitzalan. Das bisherige Siegel der Guardians wurde am 19. November 1292 zerbrochen. Dem vom schottischen Adel neugewählten Lordkanzler von Schottland William de Dumfries händigte Brian das neue schottische Großsiegel erst aus, nachdem Eduard I. diesen Ende Februar 1292 bestätigt hatte. In der Versammlung, die unter Vorsitz von Eduard I. über die Ansprüche der Thronanwärter entschied, spielte Fitzalan eine führende Rolle. Schließlich wurde im November 1292 John Balliol zum neuen König der Schotten bestimmt. Nachdem Fitzalan bezeugt hatte, wie Balliol den Lehnseid gegenüber Eduard I. abgelegt hatte, übergab er die Regentschaft über Schottland einschließlich der entsprechenden Urkunden und Dokumente an den neuen König.
1294 wurde er zur Niederschlagung des Aufstands in Wales einberufen. Erstmals mit Writ of Summons vom 23. Juni 1295 erhielt er von Eduard I. eine Einberufung ins englische Parlament und gilt daher als erblicher Baron Fitzalan. Er nahm fortan regelmäßig an den Sitzungen des Parlamentes teil.
Über die Frage der Oberhoheit des englischen Königs über Schottland kam es 1296 zum Krieg. In einem kurzen Feldzug besetzte Eduard I. Schottland, und Fitzalan war am 10. Juli 1296 in Brechin Castle anwesend, als John Balliol als König abgesetzt wurde. Der englische König übernahm die Verwaltung von Schottland und ernannte den Earl Warenne zu seinem Statthalter. Gegen die englische Besatzung in Schottland kam es ab 1297 zu einem Aufstand. Fitzalan wurde noch am 7. Juli 1297 nach London beordert, um im Krieg gegen Frankreich an einem Feldzug in die Gascogne teilzunehmen, doch am 12. Juli 1297 wurde er zum Captain aller Garnisonen und Festungen in Northumberland ernannt. Am 14. August 1297 ernannte ihn Eduard I. als Nachfolger von Earl Warenne zum neuen Statthalter in Schottland. Fitzalan protestierte gegen die Ernennung erfolglos, da er nach seiner Auffassung zu arm sei, um die Kosten zu bestreiten, die ihm durch das Amt entstehen würden. Am 28. September 1297 wurden die Truppenaushebungen aus Nottinghamshire und Derbyshire beordert, sich unter seinem Kommando zu sammeln und im Oktober 1297 wurde er zum Captain der Scottish Marches und des angrenzenden Northumberland ernannt. 1298 wurde er als Statthalter wieder durch Earl Warenne abgelöst. 1299, 1300 und zuletzt 1303 wurde Brian zur Teilnahme an Feldzügen in Schottland einberufen.
1305 wurde Fitzalan zum Parlament von Westminster einberufen. Beim Ritterschlag des Kronprinzen Eduard zum Knight of the Bath am 22. Mai 1306 in Westminster war er anwesend. Nach seinem Tod am 1. Juni 1306 wurde er neben seiner ersten Gattin in der Kirche von Bedale bestattet.

## Ehen und Nachkommen
Er war zweimal verheiratet. In erster Eher heiratete er Muriel, mit der er drei Söhne, Thomas, Robert und Theobald hatte. Seine Gattin und alle drei Söhne waren offenbar bereits 1290 gestorben, als Brian eine Kapelle in Bedale stiftete und diese dem Abt von Jervaulx Abbey unter der Auflage anvertraute, Messen für deren Seelen zu lesen.
In zweiter Ehe heiratete er spätestens 1297 Maud († nach 1340), Tochter des John de Balliol und Schwester des schottischen Königs John Balliol. Aus der Ehe mit seiner zweiten Gattin hinterließ er zwei minderjährige Töchter:
- Matilda (* um 1298) ⚭ 1306  Sir Gilbert Stapleton († 1321), Eltern des Sir Miles Stapleton;
- Catharine (um 1300–um 1328) ⚭ um 1320 John Grey, 1. Baron Grey of Rotherfield (1300–1359).

Da er keine Söhne hinterließ, fiel sein Baronstitel in Abeyance zwischen seinen Töchtern.